# HMS Torbay (N79)
Le HMS Torbay (pennant number : N79) est un sous-marin de la classe T en service dans la Royal Navy. Il a été construit à l’arsenal de Chatham Dockyard et lancé le 9 avril 1940.
Le HMS Torbay a eu une carrière active, servant principalement en mer Méditerranée, bien qu’il ait également servi en Extrême-Orient dans l’océan Pacifique à la fin de la guerre. Au total, il a coulé 17 navires marchands, pour un total de 38 000 tonneaux, plus 5 navires de guerre et 24 voiliers, et a participé à une attaque sur le port de Corfou qui a valu l’attribution de la Croix de Victoria à son capitaine, le Lieutenant commander Anthony Miers.
Le HMS Torbay a également été impliqué dans deux incidents présumés être des crimes de guerre.

## Conception
Les sous-marins de la classe S se sont avérés trop petits pour des opérations lointaines. Il fallut mettre en chantier la classe T qui avait 21 mètres de longueur en plus et un déplacement de 1 000 tonnes. Alors que les bâtiments de la classe S avaient seulement six tubes lance-torpilles d'étrave, ceux de la classe T en avaient huit, dont deux dans un bulbe d'étrave, plus deux autres dans la partie mince de la coque au milieu du navire.

## Engagements
Le HMS Torbay fut construit à l’arsenal de Chatham Dockyard, lancé le 9 avril 1940 et mis en service dans la Royal Navy le 14 janvier 1941, sous le commandement du Lieutenant commander Anthony Miers.
En mars 1941, il appareille de Portsmouth pour sa première patrouille offensive, pour intercepter les cuirassés Scharnhorst et Gneisenau, qui se dirigent vers Brest après avoir mené un raid dans l’océan Atlantique Nord. Incapable de les trouver, le HMS Torbay reçut l’ordre de continuer vers Gibraltar et, après une autre patrouille en Méditerranée, de rejoindre la 1re flottille à Alexandrie.

## Mer Méditerranée
Durant les douze mois suivants, le HMS Torbay a opéré à partir de ce port, coulant un certain nombre de navires et prenant part à plusieurs opérations spéciales.
En juillet 1941, lors de sa première patrouille depuis d’Alexandrie, le HMS Torbay est impliqué dans deux incidents qui donnent lieu à des allégations de crimes de guerre. Il est allégué qu’à deux reprises après le naufrage de navires ennemis, Miers a fait tirer son équipage sur les troupes ennemies alors qu’elles nageaient dans l’eau. Miers n’a fait aucune tentative pour cacher ses actions et l’a même noté dans son journal de bord officiel. Il a reçu une réprimande énergique de la Royal Navy après le premier incident,.
Le HMS Torbay a été impliqué dans des attaques contre des convois de l’Axe à deux reprises. Durant la première action, le 10 juin 1941, le HMS Torbay a réalisé trois attaques successives sur un convoi italien au large des Dardanelles. La première attaque n’a donné aucun résultat. Lors de la seconde, une torpille a touché le pétrolier italien Utilitas, mais elle n’a pas explosé. Pour la troisième attaque, le pétrolier italien Giuseppina Ghirardi a été torpillé et coulé. L’attaque du deuxième convoi a eu lieu le 12 août 1941, à l’ouest de Benghazi, en Libye. Le HMS Torbay a tiré sur les navires marchands italiens Bosforo et Iseo mais les a manqué tous les deux. Après ces attaques, le HMS Torbay a été lourdement contre-attaqué à coups de charges de profondeur.
En novembre 1941, le HMS Torbay est chargé de débarquer un groupe de commandos, sous la direction de Geoffrey Keyes, pour l’infortunée opération Flipper. Le 15 décembre 1941, le HMS Torbay torpille un navire marchand italien en service allemand, le Sebastiano Veniero, à Methóni dans le Péloponnèse. Le Sebastiano Veniero s’était déjà échoué après avoir été endommagé une semaine plus tôt par une torpille tirée par un sous-marin de classe Grampus, le HMS Porpoise.
Le 4 mars 1942, le HMS Torbay attaque le port de Corfou, au nord-ouest de la Grèce. Après avoir suivi la veille un convoi ennemi jusque dans le port, il a tiré des torpilles sur un destroyer et deux transports de 5 000 tonnes, marquant un coup au but sur les deux navires de ravitaillement, qui ont presque certainement coulé. Le retour en haute mer fut une opération très dangereuse. Le HMS Torbay a subi le largage de 40 grenades anti-sous-marines. Le sous-marin est resté dans les eaux ennemies pendant 17 heures. Pour cet exploit, son commandant, le capitaine de corvette Anthony Miers, a reçu la Croix de Victoria.
Au milieu de l’année 1942, le HMS Torbay retourna en Grande-Bretagne. Il revint en Méditerranée en février 1943, sous le commandement du lieutenant Robert Clutterbuck.
De retour en Méditerranée, le HMS Torbay a effectué une autre série de patrouilles réussies. Il a également eu un engagement à courte portée avec le navire-leurre allemand GA 45 en octobre 1943. Le GA 45 aperçoit en premier le périscope du HMS Torbay et largue des grenades très près du Torbay. Plus tard, le sous-marin a fait surface dans l’intention d’attaquer le GA 45 avec son canon de pont, mais le navire allemand a ouvert le feu et l’a forcé à interrompre l’action. Le GA 45 n’a pas largué d’autres grenades sous-marines (peut-être arrivé à court de munitions). Le HMS Torbay a réussi à s’échapper sans dommages de cette rencontre.

### Extrême-Orient
Arrivé en Extrême-Orient en mai 1945, sous le commandement du lieutenant C.P. Norman, le HMS Torbay continue de causer des pertes parmi les navires ennemis. Avant la fin de la guerre, il a coulé deux voiliers japonais et un caboteur, et endommagé un second caboteur.

## Après-guerre
Après avoir survécu à la guerre, le HMS Torbay fut vendu le 19 décembre 1945 et démoli à Briton Ferry, au Pays de Galles, en mars 1947.

## Palmarès
Le HMS Torbay a attaqué et coulé les navires suivants :
- Douze voiliers grecs, dont le Sofia et le P III
- Les voiliers italiens Gesu E Maria, Pozzalo, Columbo, Gesu Giuseppe E Maria et Gesu Crocifisso
- Les navires marchands italiens Citta di Tripoli, Ischia, Maddalena G. et Lido
- Sept voiliers allemands, dont les L XIV, L I, L XII, L V et L VI
- Le sous-marin italien Jantina
- Le voilier Evangelista
- Le cargo de l’armée allemande Bellona
- Les patrouilleurs auxiliaires italiens R 113 / Avanguardista, V 90 / San Girolamo et V 276 / Baicin
- Le chasseur de sous-marins auxiliaire allemand 13 V 2 / Delpa II
- Le navire marchand danois Grete
- Le navire marchand français Lillios
- Le bateau de pêche italien Madonna di Porto Salvo
- Deux voiliers
- Les petits navires marchands italiens Versilia et Tarquinia
- Un navire de pêche grec
- Le transport de troupes allemand Kari (ex-français Sainte Colette, et auparavant ex-norvégien Kari)
- Un dock flottant allemand
- Le transport de troupes allemand Palma (ex-Polcevera italien)
- Le navire marchand espagnol Juan de Astigarraga et le navire marchand français Oasis (ces deux navires étaient sous contrôle allemand)
- Le navire italien Aderno (ex-Ardeola britannique).

Le HMS Torbay a également endommagé les navires suivants :
- Le pétrolier français du régime de Vichy Alberta
- Le pétrolier italien Strombo
- Le navire marchand allemand Norburg. Le navire endommagé a coulé sur le fond du port d’Héraklion, mais a été renfloué plus tard.
- Le destroyer italien Aviere. Ce navire s’était déjà échoué après avoir été endommagé le 19 novembre 1941 par le sous-marin polonais ORP Sokół.
- Le dragueur de mines auxiliaire italien Monte Argentario.
- Le navire marchand italien (en service allemand) Sebastiano Veniero.
- Le navire marchand italien (en service allemand) Trapani. Cette nuit-là, le destroyer d’escorte britannique HMS Hursley et le destroyer d’escorte grec Miaoulis endommagèrent encore plus le Trapani. L’épave du Trapani a finalement été détruite au large de Kalymnos, en Grèce, la nuit suivante par les destroyers britanniques HMS Penn et HMS Jervis.
- Un voilier inconnu.